# Molukse lori
De Molukse lori (Lorius garrulus) is een papegaaiachtige uit de familie papegaaien van de Oude Wereld (Psittaculidae). De wetenschappelijke naam van de soort werd als Psittacus garrulus in 1758 gepubliceerd door Carl Linnaeus. Het is een kwetsbare, endemische vogelsoort op de Noord-Molukken, een eilandengroep in het oosten van Indonesië.

## Kenmerken
De vogel is 30 cm lang. Het is een overwegend rood gekleurde vogel, met soms wat vlekken geel op de mantel. De snavel is oranje en de "dijen" en vleugels zijn dofgroen en het uiteinde van de staart is donkergroen. De ondervleugeldekveren zijn gedeeltelijk geel gekleurd.

## Verspreiding en leefgebied
Deze soort is endemisch op de Noord-Molukken en telt drie ondersoorten:
- L. g. garrulus – Halmahera, Widi en Ternate
- L. g. flavopalliatus Salvadori, 1877 – Kasiruta, Batjan, Obi en Mandioli
- L. g. morotaianus (Van Bemmel, 1940) – Morotai en Rau

Het is een bosvogel met voorkeur voor ongerept montaan, tropisch bos tot een hoogte van 1050 m boven zeeniveau. De vogel wordt ook wel aangetroffen in aangetast bos en kokospalmplantages, maar heeft grote bomen met holen nodig om in te broeden.

## Status
De Molukse lori heeft een beperkt verspreidingsgebied en daardoor is de kans op uitsterven aanwezig. De grootte van de populatie werd in 1993 geschat op mogelijk 300.000 individuen en dit was toen waarschijnlijk een onderschatting. Sindsdien nemen de aantallen echter in hoog tempo af, vooral door vangst voor de kooivogelhandel. Het is een van de meest populaire kooivogels, waarvan er jaarlijks duizenden gevangen worden. Daarnaast worden de grote bomen door selectieve kap uit het leefgebied gehaald en wordt dit gebied door deze exploitatie beter toegankelijk voor vogelvangers. Om deze redenen staat deze soort als kwetsbaar op de Rode Lijst van de IUCN.
Er gelden wettelijke beperkingen voor de handel in deze lori, want de soort staat in de Bijlage II van het CITES-verdrag.